# Paratge Natural Municipal de l'Ermitori de la Magdalena
El Paratge Natural Municipal de l'Ermitori de la Magdalena és un espai natural protegit sota la figura de paratge natural municipal de la ciutat de Castelló de la Plana (la Plana Alta).
L'espai comprèn poc més de 14 hectàrees de l'entorn històric de l'Ermitori de la Magdalena, fita paisatgística i patrimonial de la ciutat i la comarca. Va ser protegit per acord del Consell de la Generalitat Valenciana el 22 de setembre de 2006.
El paratge es configura en el turó situat als primers contraforts de la serra del Desert de les Palmes, a uns 5 quilòmetres de la capital, i amb una altura de 111 metres sobre el nivell del mar. Els pins cobreixen tot l'espai i esdevenen un lloc per al descans i el temps lliure molt utilitzat, sobretot durant la Romeria de les Canyes que es celebra durant les Festes de la Magdalena.
El patrimoni històric que atresora el paratge també ha estat un factor determinant per a la protecció de l'Ermitori i el seu entorn. Els jaciments relacionats amb el Castell de Fadrell i el mateix Ermitori de la Magdalena revelen la importància del lloc, que és considerat l'origen de la ciutat de Castelló.